# Informační grafika

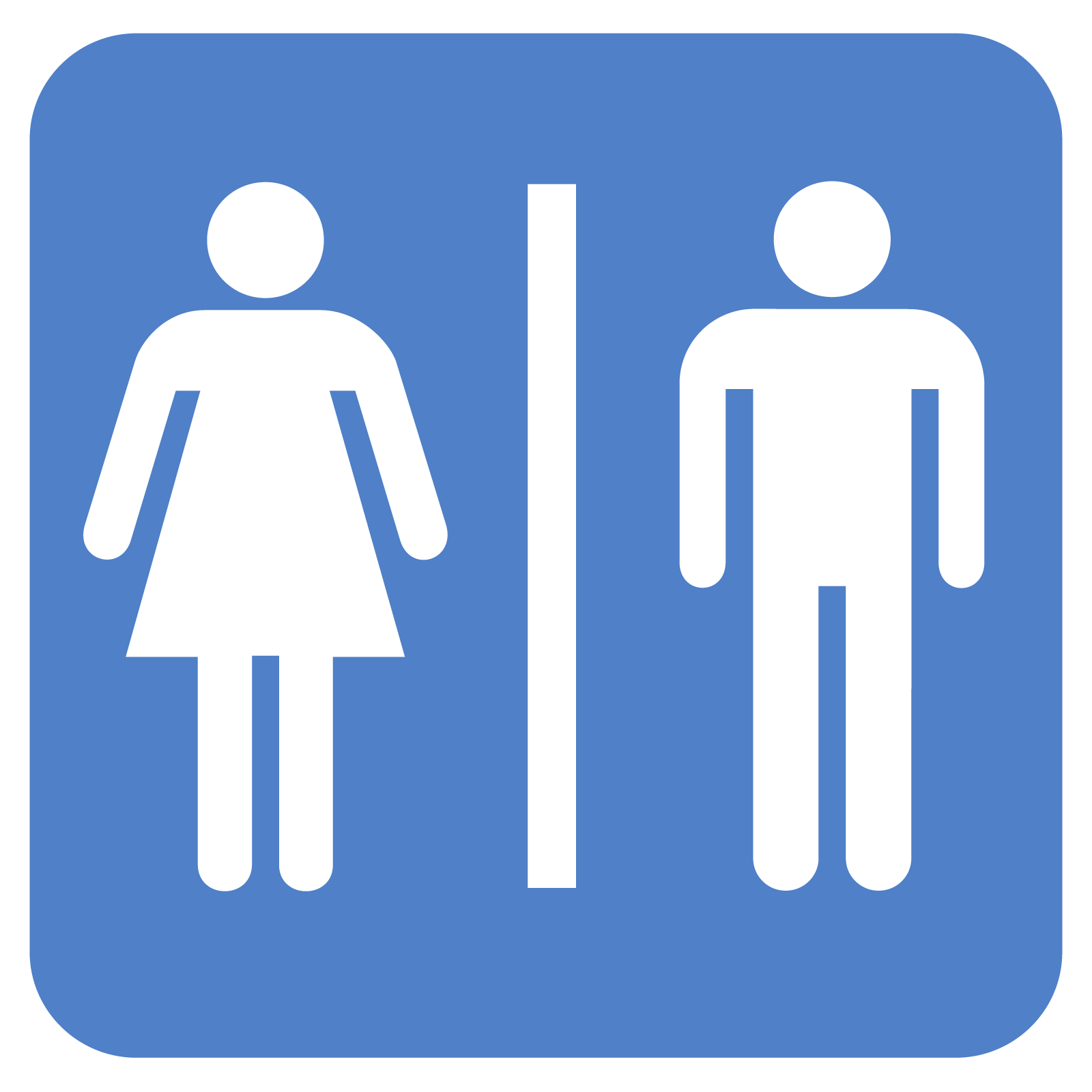
Infografické označení toalet

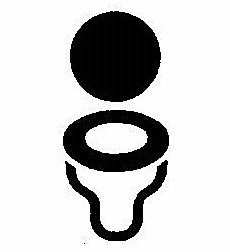
Mezinárodně unifikovaný symbol pro označení toalet podle normy ISO 7001

Informační grafika nebo infografika je vizuální ztvárnění informací, dat nebo znalostí. Prezentuje obsažené (často složité a komplexní) informace rychle, a přehledně Využívá se např. při zobrazování projektů a map nebo pro informace v žurnalistice, výuce a technických oblastech, zejména pro sdělovače a ovladače software. Spočívá v komunikaci pomocí textur, figur, znaků a symbolů nebo komplexních ilustrací. Vzhledem k integrovanému nelineárnímu vnímání umožňuje rychlejší porozumění prezentovaným informacím.

## Úvod

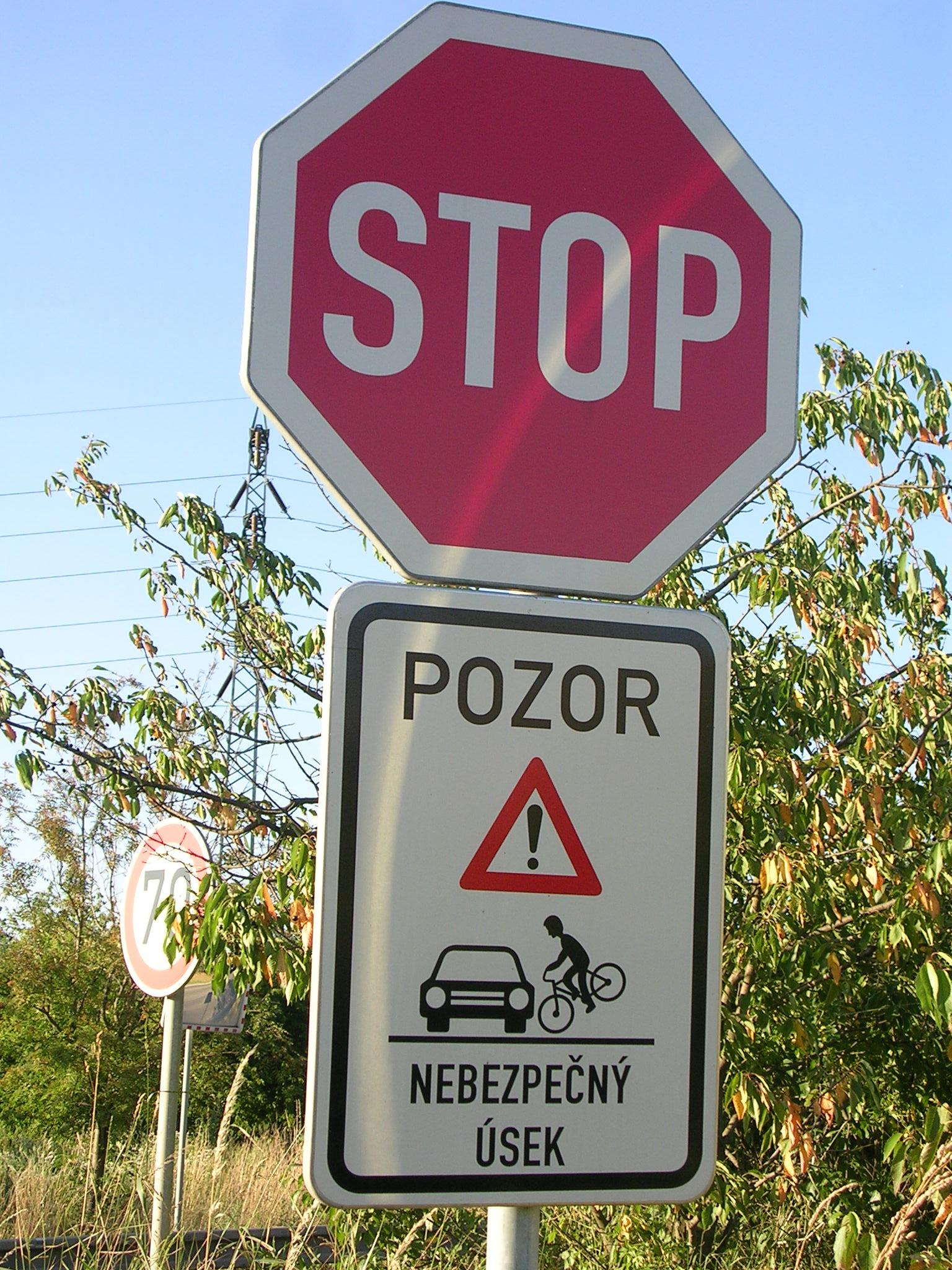
Dopravní značka „Stop, dej přednost v jízdě“

Jinak zdlouhavé a složitě popisové informace jsou v dnešní době ilustrovány informační grafikou. Objevuje se v novinách, magazínech a především v internetových zdrojích informací a zpráv. Již dlouhou dobu pak slouží jako vizuální zkratka pro koncepty každodenně používaných informací, zejména ve formě map a značek – příkladem mohou být dopravní značky.
V žurnalistice je již dlouho informační grafika využívána k zobrazení tradičních informací, například předpovědi počasí. Stále častěji se přikládá k článkům a tématům ve formě map, situačních plánů, ilustrací vývoje a zobrazení statistických informací (grafů).
Časté využití nalezla informační grafika u map, které slouží pro přibližnou orientaci a nepotřebují přesné zobrazení. Mapy tras, například mapy linek metra v Praze, jsou příkladem použití informační grafiky ke zpřehlednění mapy. Zobrazují informace, které jsou pro cestující v metru důležité – stanice metra a orientační body, významná místa.
Dopravní značky a místní značení velkých prostor (například na letištích a vlakových nádražích) jsou již dlouho místem s hojným využitím informační grafiky. Pracují s všeobecnou znalostí některých symbolů a s porozuměním symbolice bez ohledu na jazyk pozorovatele.

## Historie

### Vývoj vizuální komunikace

Symbol AIGA pro fontánu s pitnou vodou

Vizuální komunikace má bohatou dlouhou historii od prvotního obrázkového písma po dnešní komunikační systémy ISO, která je podrobně popsána v literatuře. 
K novodobým zajímavostem patří např. to, že v roce 1936 vyvinul Otto Neurath systém piktogramů a pravidel pro jejich výstavbu, aby i složité informace byly vyjádřeny jasně a přehledně.
V roce 1964 na letních olympijských hrách v Tokiu byly poprvé užity piktogramy navržené japonskými designéry Masaru Katzumie a Yoshiro Yamashita. Olympiáda v Mnichově pak byla událostí, kde byly poprvé použity velice úspěšné symboly panáčka. Set těchto piktogramů navrhl Otl Aicher a vzhledem k jejich popularitě se následně staly základem pro dnešní moderní postavičky používané na veřejném značení.

## Současnost
Od 20. století souvisí rozvoj vizuální komunikace s globálním propojováním. Proto většinu funkčních souborů vizuální komunikace zpracovávají mezinárodní normy ISO (viz literatura níže). S rozvojem internetu se stala informační grafika populární zejména pro zobrazení a porovnání různých druhů obsahu a zobrazení zpravodajských dat srozumitelnější cestou. Sociální sítě pak rozvoj informační grafiky v internetu usnadnily – infografika představuje jednoduchou cestu ke sdílení složitých informačních celků. S rapidně stoupající popularitou informační grafiky na internetu využívá infografiky pro svou propagaci napříč sociálními sítěmi mnoho internetových firem a projektů.

## Součásti informační grafiky

### Nástroje vizualizace
Informační grafika zobrazuje komplexní složité celky informací rychle a přehledně pomocí vizuálního znázornění. Využívá k tomu grafů, diagramů, tabulek, map a seznamů.

### Vizualizované prvky
Základem informační grafiky jsou data, informace a znalosti, které grafika zobrazuje. Pro vytvoření grafické zobrazení dat lze využít i specializovaný software pro tvorbu grafů, tabulek atd. Existují také ustálené sady symbolů a piktogramů pro grafickou interpretaci obecných informací a souvislostí. Informační grafická část může být doplněna o legendu tvořenou textem, obvyklé je také užití měřítek a popisků.

### Interpretace vizualizace
Schopnost interpretovat informační grafiku je více naučená než vrozená. Ačkoliv lze většinou porozumět významu dat a spojitosti informací v informační grafice díky celkovým souvislostem, které popisuje, je potřeba znát alespoň význam základních symbolů obvykle pro vizualizaci vztahů či prvků užitých. Rozvoj informační grafiky a její komerční využití podporuje snahu o netradiční a inovativní vizuální ztvárnění informační grafiky. To může zvýšit nároky na porozumění obsahu informační grafiky.